# Makai Mason
Makai Mason (Greenfield (Massachusetts), 4 de mayo de 1995) es un baloncestista estadounidense con nacionalidad alemana que actualmente pertenece a la plantilla de Bàsquet Manresa de la Liga Endesa. Con 1,85 metros de estatura, juega en las posiciones de base y escolta. Es internacional con la selección de Alemania.

## Trayectoria deportiva
Mason posee la doble nacionalidad de Estados Unidos y Alemania, ya que su madre nació en Mainz, Alemania. Mason es un jugador que puede alternar las posiciones de base y escolta formado en Yale Bulldogs (2014–2018) y durante la temporada 2018-19 defendería los colores de la universidad de Baylor Bears en la NCAA jugando 32 minutos de media y promediando 15 puntos, 3,4 asistencias y 2,5 rebotes por partido. Tras no ser drafteado en 2019, se marchó a Alemania para jugar en las filas del Alba Berlin para ponerse a las filas de Aíto García Reneses.
Durante la temporada 2019-20, promedia 3.9 puntos y 0.8 asistencias por partido en la Basketball Bundesliga y 4,7 puntos en 9 minutos por partido en la Euroliga con un acierto del 40% en triples.
El 4 de julio de 2020 se hace público su fichaje por el Bàsquet Manresa de la Liga Endesa por dos temporadas .

## Internacional
En 2016, Mason fue seleccionado con la selección de Alemania, para jugar en las rondas de clasificación para el EuroBasket 2017. El 30 de julio de 2016, hizo su debut con la Selección de baloncesto de Alemania contra Ucrania. 